# Ээн
Ээ́н (фр. Éhuns) — коммуна во Франции, находится в регионе Франш-Конте. Департамент — Верхняя Сона. Входит в состав кантона Сен-Совёр. Округ коммуны — Люр.
Код INSEE коммуны — 70213.

## География
Коммуна расположена приблизительно в 320 км к востоку от Парижа, в 65 км севернее Безансона, в 21 км к северо-востоку от Везуля.
На севере коммуны протекает река Лантерн.

## Население
Население коммуны на 2010 год составляло 260 человек.
| 1962 | 1968 | 1975 | 1982 | 1990 | 1999 | 2010 |
| ---- | ---- | ---- | ---- | ---- | ---- | ---- |
| 132  | 120  | 124  | 147  | 185  | 232  | 260  |

## Администрация
| Период | Период | Фамилия           | Партия | Примечания |
| ------ | ------ | ----------------- | ------ | ---------- |
| 1888   | 1953   | Шарль Эдмон Матис |        |            |
| 1953   | 1957   | Жан Матис         |        |            |
| 1957   | 1983   | Луи Матис         |        |            |
|        |        |                   |        |            |
| 2005   | 2020   | Жан-Луи Куртуа    |        |            |

## Экономика

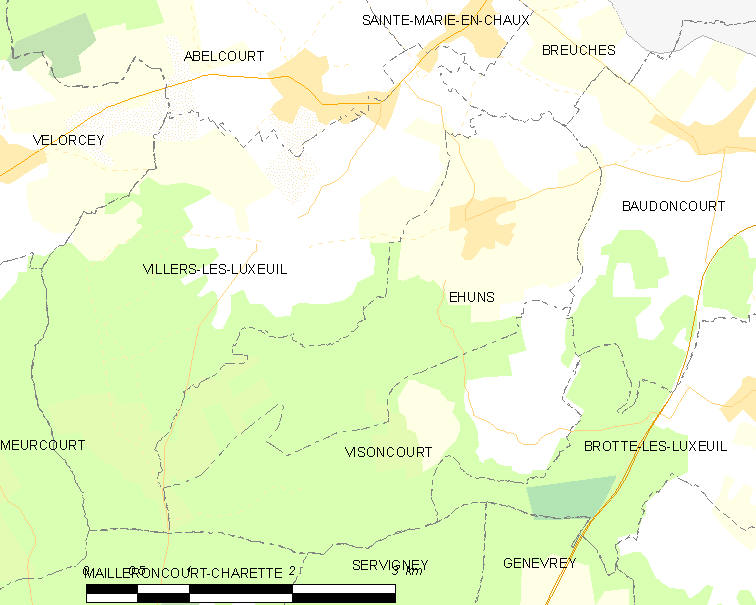
Карта коммуны

В 2010 году среди 181 человека трудоспособного возраста (15-64 лет) 146 были экономически активными, 35 — неактивными (показатель активности — 80,7 %, в 1999 году было 69,7 %). Из 146 активных жителей работали 140 человек (81 мужчина и 59 женщин), безработных было 6 (2 мужчины и 4 женщины). Среди 35 неактивных 13 человек были учениками или студентами, 12 — пенсионерами, 10 были неактивными по другим причинам.